# Lex silencio positivo
Lex silencio positivo (Latijn voor “wettelijk in stilte positief”, afgekort LSP) is in het Nederlands recht een juridische term die aangeeft dat er soms  ergens een vergunning voor is zonder dat deze uitdrukkelijk is verleend. Dit kan het geval zijn wanneer een bestuursorgaan niet binnen de vereiste termijn reageert of beslist op de vergunningsaanvraag. De vergunning wordt dan geacht ‘van rechtswege’ of ‘stilzwijgend’ te zijn verleend. De Algemene wet bestuursrecht (Awb) noemt dit in §4.1.3.3 van een ‘positieve fictieve beschikking’.
Deze regel is per 1 januari 2024 komen te vervallen.

## Werking voor de burgers
Volgens de Gemeentewet moet de gemeente binnen de gestelde termijn reageren op aanvragen voor vergunningen, waarbij voor de verschillende soorten vergunningen beslistermijnen worden gehanteerd (veelal 6 of 8 weken). Gemeentes zijn verplicht zich te houden aan de termijnen om te beslissen en een vergunning te verlenen of af te wijzen. Gemeentes mogen in een aantal gevallen eenmalig vragen om uitstel, wat ook aan een wettelijke termijn is gebonden (meestal 6 weken).
Een LSP komt vooral voor bij het aanvragen van een bouwvergunning bij de gemeente, waarbij de gemeente verzuimt om te reageren of beslissen. In de regel heeft de gemeente 8 weken de tijd (en na het melden dat “zij 6 weken wil verdagen” nog eens 6 weken) om te reageren en beslissen op de aanvraag van een bouwvergunning voor een bouw- of kunstwerk. Als de gemeente verzuimt te reageren en/of te beslissen is echter niet meteen de vergunning verleend. Eerst moet de aanvrager de gemeente in gebreke stellen. Daarna moet de gemeente binnen twee weken reageren. Als dan nog steeds geen reactie of beslissing van de gemeente komt, treedt de “vergunningverlening van rechtswege” in werking en mag de aanvrager uitgaan van een LSP.
Overigens dient de in de aanvraag aangevraagde bouwkundige zaak wel aan alle daar aan te stellen wettelijke eisen te voldoen, zoals het Bouwbesluit, de Wabo en het vigerende bestemmingsplan. Een LSP is niet een vrijbrief om onwettige of illegale zaken te bouwen.

## Werking van de LSP voor de lokale overheid
In het verleden was de LSP een voordeel voor de burger en een gegeven voor de gemeente. Daar is in maart 2009 een verandering gekomen middels de Dienstenwet waarin toentertijd is vastgelegd (Dienstenwet paragraaf 4.1.3.3) dat de LSP een officieel juridische mogelijkheid is die gemeentes wordt geboden ten behoeve van het verminderen van de regeldruk. De LSP is niet meer alleen een gegeven voor de burger. De gemeente zelf kan in het kader van de regeldrukvermindering er bewust voor kiezen om aanvragen te laten verlopen waardoor de vergunning van rechtswege is (of wordt) verleend. Hier mag van de Gemeentewet alleen bewust door gemeentes voor worden gekozen als het vergunningverlening betreft die binnen de reikwijdte valt die in de Dienstenwet is aangegeven. Het gaat dan om eenvoudige vergunningen.